# Episodi di Selvaggi
La prima e unica stagione della serie televisiva Selvaggi, composta da 19 episodi, è stata trasmessa negli Stati Uniti dal canale ABC dal 24 settembre 2004 al 17 giugno 2005.
In Italia è andata in onda su Italia 1 dal 23 settembre 2006 al 12 dicembre 2006.
| nº | Titolo originale              | Titolo italiano             | Prima TV USA      | Prima TV Italia   |
| -- | ----------------------------- | --------------------------- | ----------------- | ----------------- |
| 1  | Pilot                         | Braccio di ferro            | 24 settembre 2004 | 23 settembre 2006 |
| 2  | Tutoring                      | Ripetizioni                 | 1º ottobre 2004   | 23 settembre 2006 |
| 3  | Almost Men in Uniform         | Fieri della divisa          | 8 ottobre 2004    | 30 settembre 2006 |
| 4  | Nick Kicks Butt               | Nick rompe col fumo         | 15 ottobre 2004   | 30 settembre 2006 |
| 5  | Car Jack                      | Una macchina per Jack       | 22 ottobre 2004   | 7 ottobre 2006    |
| 6  | Free Lily                     | Dolcetto o ranocchio        | 29 ottobre 2004   | 14 ottobre 2006   |
| 7  | For Whom the Cell Tolls       | Per chi suona il cellulare  | 5 novembre 2004   | 14 ottobre 2006   |
| 8  | Carnival Knowledge            | Conoscenze da Luna Park     | 12 novembre 2004  | 14 ottobre 2006   |
| 9  | My Two Sons                   | I miei due figli            | 19 novembre 2004  | 21 ottobre 2006   |
| 10 | Thanksgiving with the Savages | Giorno del ringraziamento   | 26 novembre 2004  | 28 ottobre 2006   |
| 11 | The Man Without a Ball        | La palla della discordia    | 3 dicembre 2004   | 4 novembre 2006   |
| 12 | Voodude                       | Stregato                    | 10 dicembre 2004  | 11 novembre 2006  |
| 13 | Savage XXX-mas                | Un natale Savage            | 17 dicembre 2004  | 18 novembre 2006  |
| 14 | Save a Dance for Me           | Ho voglia di ballare con te | 14 gennaio 2005   | 18 novembre 2006  |
| 15 | Teen Things I Hate About You  | Un punto d'incontro         | 21 gennaio 2005   | 12 novembre 2006  |
| 16 | Saving Old Lady Riley         | Salvate la vecchia          | 27 maggio 2005    | 19 novembre 2006  |
| 17 | Crimes and Mini-Wieners       | Crimini e mini wurstel      | 3 giugno 2005     | 25 novembre 2006  |
| 18 | Bad Reception                 | Brutta ricezione            | 10 giugno 2005    | 26 novembre 2006  |
| 19 | Hot Water                     | Tutti a mollo               | 17 giugno 2005    | 12 dicembre 2006  |